# 3842 Harlansmith
3842 Harlansmith eller 1985 FC1 är en asteroid i huvudbältet som upptäcktes den 21 mars 1985 av den  amerikanske astronomen Edward L.G. Bowell vid Anderson Mesa Station. Den är uppkallad efter den amerikanske astronomen Harlan J. Smith.
Asteroiden har en diameter på ungefär 7 kilometer och den tillhör asteroidgruppen Flora.